# Кућа народног хероја Станка Пауновића
Кућа народног хероја Станка Пауновића се налази у Брестовцу, насељеном месту на територији општине Неготин, представља непокретно културно добро као споменик културе.
Станко Пауновић Вељко (1907 — 1942) рођен је у овој кући подигнутој 1896. године.
Степеништем са леве стране куће се улази у велики ходник из кога се улази у три собе. На дворишној огради, крај великих улазних двокрилних врата, налази се спомен плоча на којој је записано: У овој кући је рођен народни херој Станко Пауновић - Вељко, истакнути борац за народна права и организатор устанка у Срему. Одлуком Врховног штаба НОВ и ПОЈ, а на предлог Главног штаба НОВ и ПО Војводине, проглашен је за народног хероја, 25. октобра 1943. године.